# Atomaria bella
Atomaria bella är en skalbaggsart som beskrevs av Edmund Reitter 1875. Atomaria bella ingår i släktet Atomaria, och familjen fuktbaggar. Arten är reproducerande i Sverige.